# لیسکوو
لیسکوو (به لاتین: Lisków) یک روستا در لهستان است که در گمینا لیسکوو واقع شده‌است.